# De vous à elle en passant par moi
Albums de Daniel Balavoine
Les aventures de Simon et Gunther...
(1977)
Singles
1. Évelyne et moi
Sortie : 1975

De vous à elle en passant par moi est le premier album studio de Daniel Balavoine, sorti en 1975. 
Il s'agit du premier album du jeune chanteur, âgé de 23 ans, qui avait été repéré par Léo Missir, directeur artistique de la maison de disques Barclay et qui lui a permis de signer dans le label et d'enregistrer ce 33 tours, qui s'inscrit dans la lignée de la jeune variété française du moment, très fleur bleue. 
L'album est pratiquement centré sur les émois suscités par des femmes, dont un seul 45 tours fut publié à l'époque comme extrait : Évelyne et moi / Vis loin de moi, qui passe timidement en radio.
Mais lors de sa sortie dans les bacs, De vous à elle en passant par moi connaît un échec commercial ne dépassant guère 10 000 exemplaires vendus.
Daniel Balavoine n'a jamais repris les titres de l'album en concert, ni même Vienne la pluie, single sorti hors album peu de temps après, car il était attristé de l'insuccès de De vous à elle en passant par moi.

## Liste des chansons
| No  | Titre                             | Durée |
| --- | --------------------------------- | ----- |
| 1.  | De vous à elle en passant par moi | 3:19  |
| 2.  | Vis loin de moi                   | 3:06  |
| 3.  | Pas plus intelligent              | 2:52  |
| 4.  | Pauvre Nicolas                    | 3:25  |
| 5.  | L'alcool n'y change rien          | 3:16  |
| 6.  | Tes pieds toucheront par terre    | 3:06  |
| 7.  | Évelyne et moi                    | 3:52  |
| 8.  | Couleurs d'automne                | 4:35  |
| 9.  | L'Enfant aux yeux d'Italie        | 3:39  |
| 10. | Mona Lisa Suite                   | 5:59  |

La version originale, en 33 tours, de l'album commençait par une courte introduction a cappella, qui était en fait la piste des chœurs de Elle reprisait mes chaussettes (troisième partie de Mona Lisa) passée à l'envers. Ce morceau n'a pas été repris sur la version CD.
La version de Couleurs d'automne présente sur cet album est la même que celle que l'on trouve sur l'album Chrysalide de Patrick Juvet, amputée de la longue introduction au piano.

## Singles
- 1975 : Évelyne et moi / Vis loin de moi,
- 1975 : Vienne la pluie / La tête en bas (single non extrait de l'album),

## Crédits
- Guitare acoustique, électrique, slide, solo – Patrick Dulphy,
- Chœurs – Narf Serre, Guy Balavoine, Patrick Schreider,
- Basse – Narf Serre,
- Concept, réalisation, piano, mellotron, guitare solo, chœurs – Daniel Balavoine,
- Batterie – Cheriff Amara,
- Ingénier assistant – Jean-Pierre Michau,
- Ingénieur du son, remasterisé par – Andy Scott,
- Guitare solo – Patrick Dulphy (pistes : B1),
- Photographie – Alain Marouani,
- Piano, synthétiseur – P.J. Borowsky,
- Cordes – Michel Ripoche (pistes : B2), Pierre Louis (pistes : B2),
- Arrangement pour cordes – Guy Guermeur (pistes : A1, A4, B1),
- Supervisé par – Léo Missir[8].